# کوه وارن (آلبرتا)
کوه وارن یک قله کوه با ارتفاع ۳٬۳۶۲-متر (۱۱٬۰۳۰-فوت) است که در انتهای جنوب شرقی دریاچه مالیگن در پارک ملی جاسپر، در رشته کوه‌های راکی کانادایی آلبرتا، کانادا واقع شده‌است.
این قله برای اولین بار توسط مری شافر وارن در سال ۱۹۰۸ به نام ویلیام «بیلی» وارن، دوست قدیمی و راهنمای کوهستانی که در سال ۱۹۱۵ همسر دوم او شد، نامگذاری شد. مری دریاچه مالیگن را «کشف» کرد و بسیاری از کوه‌های اطراف آن را نام گذاری کرد، از جمله کوه چارلتون، کوه آنوین و کوه مالیگن. نام این کوه به‌طور رسمی در سال ۱۹۴۶ توسط هیئت نام‌های جغرافیایی کانادا پذیرفته شد.